# True Love (chanson de Pink)
Pour les articles homonymes, voir True Love (homonymie).
Singles de Pink
Just Give Me a Reason
(2013) Walk of Shame
(2013)
Singles par Lily Rose Cooper
5 O'Clock
(2011) Somewhere Only We Know
(2013)
Pistes de The Truth About Love
Just Give Me a Reason
(4) How Come You're Not Here
(6)
True Love est une chanson interprétée par la chanteuse américaine Pink, en collaboration avec l'artiste anglaise Lily Allen (créditée en tant que Lily Rose Cooper), issue de son sixième album studio, The Truth About Love. La chanson a été écrite par Pink, Lily Rose Cooper et Greg Kurstin,. La chanson a été dévoilée en tant que deuxième single promotionnel de l'album, suivi par Are We All We Are au début de l'année 2013. Elle a été lancée exclusivement sur les stations de radio hongroises et néerlandaises. Le 29 avril 2013, il a été annoncé que la chanson serait publiée en tant que quatrième single,,.

## Développement
À la fin du mois de février 2012, Pink tweeta qu'elle était actuellement en studio, travaillant sur un prochain album studio. Au début du mois de juin 2012, elle publia une vidéo disant que le premier single tiré de l'album s'appellera Blow Me (One Last Kiss). Celui-ci est finalement sorti en juillet. Son nouvel album a été baptisé The Truth About Love et est sorti en septembre 2012. Depuis, elle a publié deux autres singles provenant de l'album : Try et Just Give Me a Reason. Pink a déclaré que la chanson parle de sa relation avec Carey Hart et trouve la chanson drôle du point de vue des paroles. True Love a été dévoilée en tant que troisième chanson de l'album à être divulguée sur internet, comme l'avait été Here Comes the Weekend un jour plus tôt.

## Composition
True Love est une chanson pop rock. Celle-ci démarre avec des claviers et des synthétiseurs. Lorsqu'on arrive aux couplets, des battements et basses peuvent être entendus. Le pont est chanté par Lily Allen et le reste de la chanson par Pink.

## Performance dans les hits-parades
True Love s'est placée à la 33e place du classement hongrois Rádiós Top 40.

## Crédits et personnel
- Pink - Écriture, voix
- Lily Rose Cooper - Écriture, voix
- Greg Kurstin - Écriture, production, mixage, clavier, guitare, bass, programmeur, ingénieur
- Jesse Shatkin - Ingénieur additionnel

Crédits adaptés des notes linéaires de l'album The Truth About Love.

## Classements
| Classements (2012–13)          | Meilleure position |
| ------------------------------ | ------------------ |
| Australie (ARIA)               | 5                  |
| Autriche (Ö3 Austria Top 40)   | 30                 |
| Canada (Hot 100)               | 20                 |
| États-Unis (Hot 100)           | 53                 |
| France (SNEP)                  | 52                 |
| Hongrie (Rádiós Top 40)        | 33                 |
| Liban (Lebanese Top 20)        | 5                  |
| Nouvelle-Zélande (RMNZ)        | 14                 |
| Pays-Bas (Nederlandse Top 40)  | 57                 |
| Tchéquie (IFPI Rádio)          | 5                  |
| Slovaquie (IFPI Rádio)         | 10                 |
| Suisse (Schweizer Hitparade)   | 50                 |
| Royaume-Uni (UK Singles Chart) | 16                 |

## Certification
| Pays             | Organisme | Certification | Vente  |
| ---------------- | --------- | ------------- | ------ |
| Australie        | ARIA      | Platine       | 70 000 |
| Nouvelle-Zélande | RIANZ     | Or            | 7 500  |